# Gare de Pins-Justaret
Gare de Pins-Justaret vasútállomás Franciaországban, Pins-Justaret településen.

## Vasútvonalak
Az állomást az alábbi vasútvonalak érintik:
- Portet-Saint-Simon–Puigcerdà-vasútvonal

## Kapcsolódó állomások
A vasútállomáshoz az alábbi állomások vannak a legközelebb:
- Gare de Portet-Saint-Simon
- Gare de Venerque-le-Vernet